# Memorial Marco Pantani 2017
Il Memorial Marco Pantani 2017, quattordicesima edizione della corsa e valevole come evento dell'UCI Europe Tour 2017 e della Ciclismo Cup 2017 categoria 1.1, si svolse il 16 settembre 2017 su un percorso di 189,8 km, con partenza e arrivo a Cesenatico, in Italia. La vittoria fu appannaggio dell'italiano Marco Zamparella, il quale completò il percorso in 4h30'28", alla media di 42,105 km/h, precedendo il connazionale Diego Ulissi e il colombiano Egan Bernal.
Sul traguardo di Cesenatico 91 ciclisti, su 174 partenti, portarono a termine la competizione.

## Squadre e corridori partecipanti
| N.      | Cod. | Squadra                       |
| ------- | ---- | ----------------------------- |
| 1-8     | ANS  | Androni-Sidermec-Bottecchia   |
| 11-18   | TBM  | Bahrain-Merida                |
| 21-28   | BOH  | Bora-Hansgrohe                |
| 31-38   | BRD  | Bardiani CSF                  |
| 41-48   | NIP  | Nippo-Vini Fantini            |
| 51-58   | WIL  | Wilier Triestina-Selle Italia |
| 61-68   | GAZ  | Gazprom-RusVelo               |
| 71-78   | TFO  | Fortuneo-Oscaro               |
| 81-87   | HAC  | Hrinkow Advarics Cycleang     |
| 91-96   | CCC  | CCC Sprandi Polkowice         |
| 101-108 | ICA  | Israel Cycling Academy        |
| 111-118 | CJR  | Caja Rural-Seguros RGA        |

| N.      | Cod. | Squadra                       |
| ------- | ---- | ----------------------------- |
| 121-128 | ITA  | Italia                        |
| 131-138 | TIR  | Tirol Cycling Team            |
| 141-147 | SAN  | Sangemini-MG.K Vis            |
| 152-158 | LOK  | Lokosphinx                    |
| 161-168 | MKT  | Meridiana Kamen Team          |
| 171-178 | GME  | GM Europa Ovini               |
| 181-188 | AZT  | d'Amico Utensilnord           |
| 191-198 | UNI  | Unieuro Trevigiani-Hemus 1896 |
| 201-208 | DDC  | Dimension Data for Qhubeka    |
| 211-218 | AMO  | Amore & Vita-Selle SMP        |
| 221-228 | TRA  | Roth-Akros                    |
| 231-238 | RLY  | Rally Cycling                 |

## Ordine d'arrivo (Top 10)
| Pos. | Corridore         | Squadra      | Tempo    |
| ---- | ----------------- | ------------ | -------- |
| 1    | Marco Zamparella  | Amore & Vita | 4h30'28" |
| 2    | Diego Ulissi      | Italia       | s.t.     |
| 3    | Egan Bernal       | Androni      | s.t.     |
| 4    | Mattia Cattaneo   | Androni      | a 1"     |
| 5    | Sonny Colbrelli   | Bahrain-Mer. | a 45"    |
| 6    | Elia Viviani      | Italia       | s.t.     |
| 7    | Francesco Gavazzi | Androni      | s.t.     |
| 8    | Guillaume Boivin  | Israel       | s.t.     |
| 9    | Davide Ballerini  | Androni      | s.t.     |
| 10   | Nicolás Tivani    | Unieuro      | s.t.     |